# كاساندرا أوستن
كاساندرا إليزابيث أوستن (9 يناير 1773 - 22 مارس 1845))(بالإنجليزية:Cassandra Austen)هي هاوية للألوان المائية الإنجليزية والأخت الكبرى لجاين أوستن.

## الطفولة
ولدت أوستن في عام 1773 في منزل الرعية في ستيفنتون، هامبشاير، القس جورج أوستن (1731-1805)، عميد الرعية، وزوجته كاساندرا(1739-1827). كان عائلة أوستن لديهم ثمانية أطفال. كما كانت كاساندرا وجاين الفتيات اللواتي حافظن على علاقة وثيقة خاصة طوال حياتهن. وقد بقيَ أكثر من مائة رسالة موجهة إلى كاساندرا من جاين. وقد ساعدت هذه الرسائل [المؤرخ] على بناء تفاصيل حول حياة جاين أوستن.
ذهبت الشقيقتان إلى السيدة كاولي، شقيقة عمهما، لتلقي تعليمهما في عام 1783. عاش كالي في البداية في أكسفورد، وفي وقت لاحق في ساوثهامبتون، وعندما اندلع [وباء] في ساوثهامبتون عادت الأخوات أوستن إلى ستيفنتون. بين 1785 و1786 ذهبت الأخوات في مدرسة داخلية لتعليم البنات في ريدنغ في باركشير. لم تكن جاين في الأصل لتذهب، حيث كانت تعتبر أصغر من أن تتعلم، لكنها بعد ذلك ذهبت برفقة كاساندرا. في مقولة لوالدتهم، «إذا تم قطع رأس كاساندرا، لكانت جاين قد قطعت رأسها أيضا».

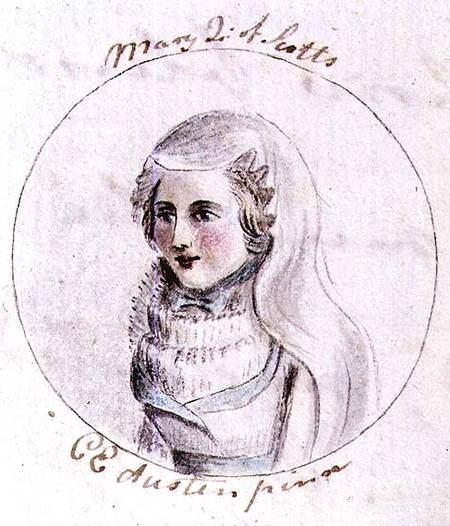
رسم كاساندرا أوستن لماري، ملكة اسكتلندا، من مخطوطة شقيقتها جين تاريخ إنجلترا.

## روابط خارجية
- كاساندرا أوستن على موقع ميوزك برينز (الإنجليزية)